# مؤسسة سنابل الأقصى
مؤسسة سنابل الأقصى والمعروفة أيضًا باسم ("al-Aqsa Grain Foundation")، هي الفرع السويدي لمؤسسة الأقصى، وهي منظمة خيرية دولية لها علاقات مزعومة مع الحركة الفلسطينية حماس ويقع مكتبها في (نوبلفاغن 79 في مالمو).
وفي مايو/أيار 2003، طلبت سلطات الولايات المتحدة، في رسالة وجهتها إلى السلطات السويدية تجميد أصول المنظمة، التي زعمت أنها توفر الأموال لحماس، وأجرت الشرطة السويدية تحقيقًا أوليًا بذلك ولكن تم إغلاقه في النهاية بسبب عدم كفاية الأدلة، ونفت المؤسسة وجود أي علاقات لها مع حماس أو اتهامات بالإرهاب، قائلة إنها تعمل فقط كجمعية خيرية للأرامل الفلسطينيين والأطفال الأيتام.
في 24 أكتوبر 2006، ألقي القبض على رئيس المؤسسة خالد اليوسف [الإنجليزية] من قبل جهاز الأمن السويدي ووجهت له تهمة التخطيط للإرهاب والتخطيط الجاد للتدمير العام ((بالسويدية: grov förberedelse till allmänfarlig ödeläggelse)‏) والمخالفات الخطيرة للقانون السويدي المتعلق بالتمويل ((بالسويدية: grovt brott mot finansieringslagen)‏). وأُطلق سراحه بعد ثلاثة أيام لعدم كفاية الأدلة.
المنظمة مدرجة حاليًا في القائمة السوداء من قبل FRII، مجلس جمع التبرعات السويدي ((بالسويدية: Frivilligorganisationernas Insamlingsråd)‏).